# Julpussar och stjärnsmällar
Julpussar och stjärnsmällar var SVT:s julkalender 1986 baserad på böcker av Hans-Eric Hellberg. Serien regisserades av Tomas Löfdahl efter manus av barnboksförfattarna Håkan Jaensson och Arne Norlin.

## Handling
I Stockholm bor konstnären Paul tillsammans med sin hustru Gloria och dottern Erika. Han försöker sälja sina tavlor men lyckas inte, istället vill konsthandlaren köpa en kopia av en Rubensmålning som han har målat, Paul är tveksam men behöver pengarna och får bra betalt så han låter sig övertalas. Men handlarna visar sig vara skurkar som tänker sälja tavlan som en äkta Rubenstavla. När Paul inser det stjäl han tillbaka tavlan och nu gäller det att försvinna fort, med skurkarna hack i häl. Familjen packar ihop och åker till Pauls barndomshem i Busnäs, en påhittad by i Dalarna. Det mesta är inspelat i Leksand men även en del runtom i byarna, bland annat i byn Djura.
I Busnäs blir Erika snabbt god vän med Jesper, vars mamma Marianne äger byns enda café, och Emilie, en flicka som bara bor hos dem för att uppleva en vit, lantlig jul. I byn finns också Busgänget, bestående av de andra barnen från byn. Tillsammans upplever Erika, Jesper och Emilie många spännande händelser och mysterier som inbegriper till exempel tjuvar, gamla kyrktorn, häxor i nutiden, om man kan baka lussebullar utan att veta hur det går till, samt många julförberedelser och upptåg.

## Medverkande
- Michaela Berglund – Erika Vanderman
- Stefan Ekman – Paul Vanderman
- Ronn Elfors – Jesper
- Emilie Gjers – Emilie
- Sonja Hejdeman – Gloria Vanderman
- Mona Seilitz – Marianne
- Johan Rabaeus – Sebastian
- Johan Lindell – Nelson
- Per Oscarsson – Generalen
- Thomas Oredsson – Otto
- Betty Tuvén – Viktoria
- Bertil Norström – Patron
- Tomas Löfdahl – Arthur
- Emy Storm – Mormor
- Margareta Pettersson – Granne

## Avsnitt
1. Julskojet
2. Flykten
3. Brunråttan
4. Julsmällen
5. Busstreck
6. Färgkriget
7. Inlåst
8. Bovstreck
9. Granen
10. Grisjakten
11. Grankriget
12. Rekordbaket
13. Luciafärden
14. Blåbärsbluffen
15. Slottsjakten
16. Lurad
17. Kyrkstöten
18. Tangonatten
19. Skridskovalsen
20. Stanna eller flytta
21. Bröllop
22. Julklappsrim
23. Julkalaset
24. God Jul[3]

## Papperskalender

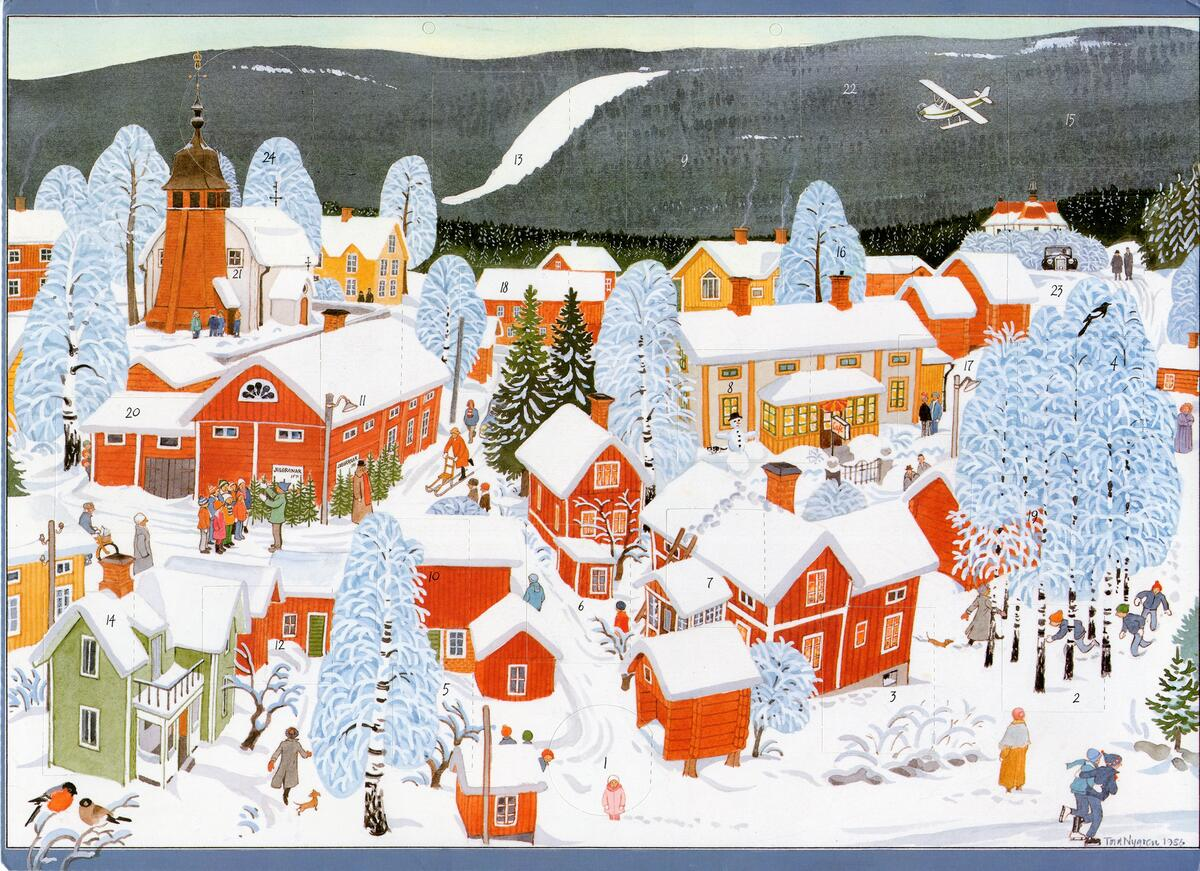
Papperskalendern

Årets papperskalender illustrerades av Tord Nygren och visar ett stadssamhälle i vintermiljö.

## Utgivning
Serien repriserades i Kanal 1 under perioden 21 december 1992–28 januari 1993 och gavs ut på DVD 2010.